# Parsons The New School for Design
Parsons The New School for Design, comúnmente conocida como Parsons School of Design o simplemente Parsons, es una escuela de arte y diseño de la universidad The New School en la ciudad de Nueva York. Es reconocida mundialmente como una de las más prestigiosas universidades de arte y diseño. Se encuentra localizada en Greenwich Village en la ciudad de Nueva York. Parsons es miembro de la National Association of Schools of Art and Design (NASAD) y de la Association of Independent Colleges of Art and Design (AICAD).

## Historia

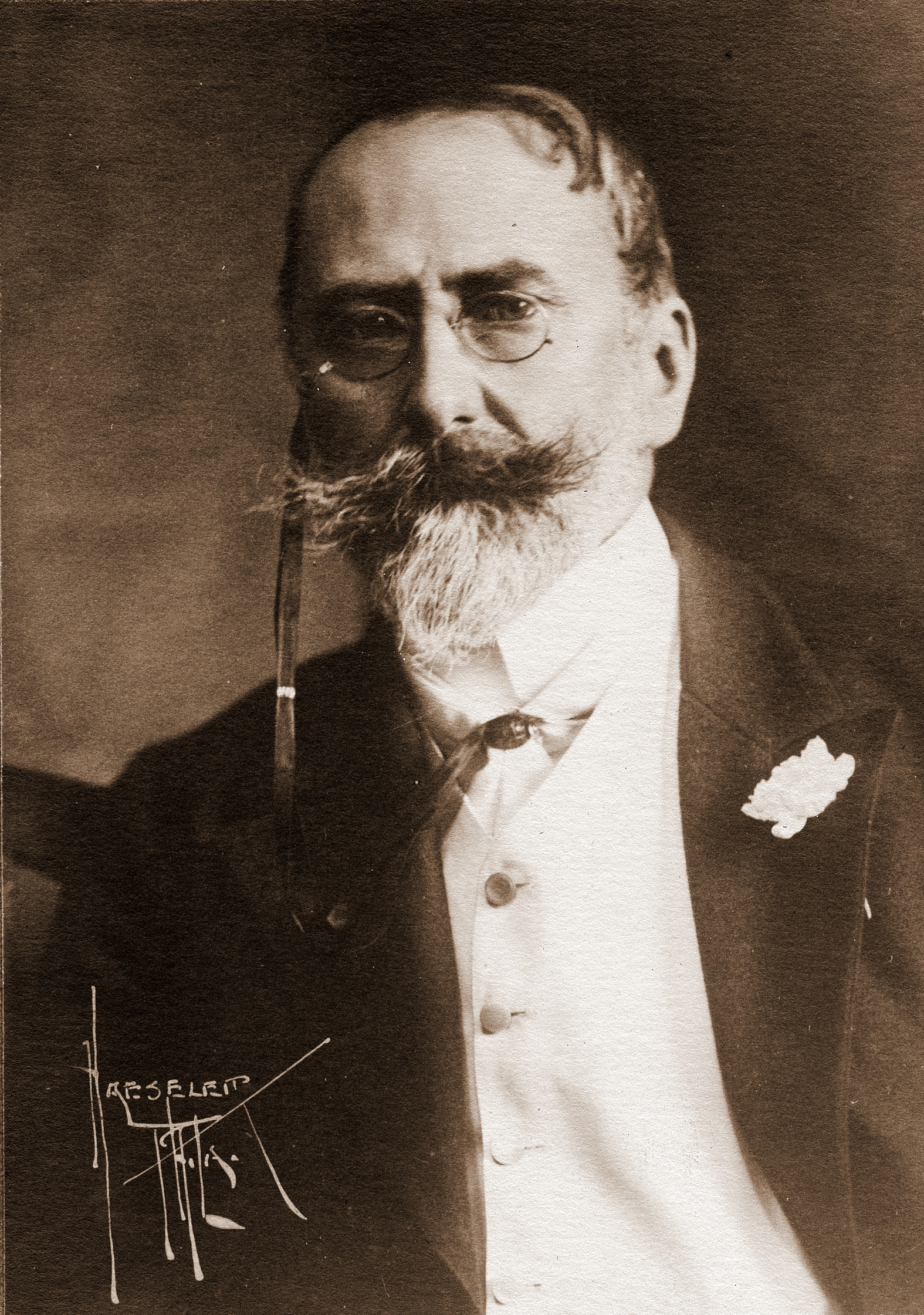
Retrato de William Merritt Chase en 1900.

Parsons fue fundada en el año de 1896 por el pintor y maestro impresionista estadounidense William Merritt Chase bajo el nombre The Chase School. Chase encabezó un pequeño grupo de progresistas quienes dejaron la Liga de estudiantes de arte de Nueva York en busca de una expresión de arte más individual, más dramática y más libre. The Chase School cambió su nombre en 1898 a New York School of Art.
En 1904, Frank Alvah Parsons se incorporó a Chase y seis años más tarde fue nombrado presidente de la escuela.
En 1909, la escuela fue renombrada a New York School of Fine and Applied Art; Parsons se volvió administrador único en 1911, cargo que ocuparía hasta su muerte en 1930. William M. Odom, fundador de la Paris Ateliers en 1921, ocupó el cargo de presidente de la escuela; en 1936 y en homenaje a Parsons, quien fuera pieza clave en la dirección del desarrollo de la institución, así como en la formación de la educación en artes visuales a través de sus teorías sobre la vinculación del arte y la industria alrededor del mundo, la escuela cambió de nombre a Parsons School of Design.
En 1970, la escuela se convirtió en una división de New School for Social Research (actualmente The New School); en 1972, el campus fue trasladado de Sutton Place a Greenwich Village.
En 2005, cuando la universidad matriz cambió de nombre, la Parsons School of Design fue renombrada a Parsons The New School for Design.

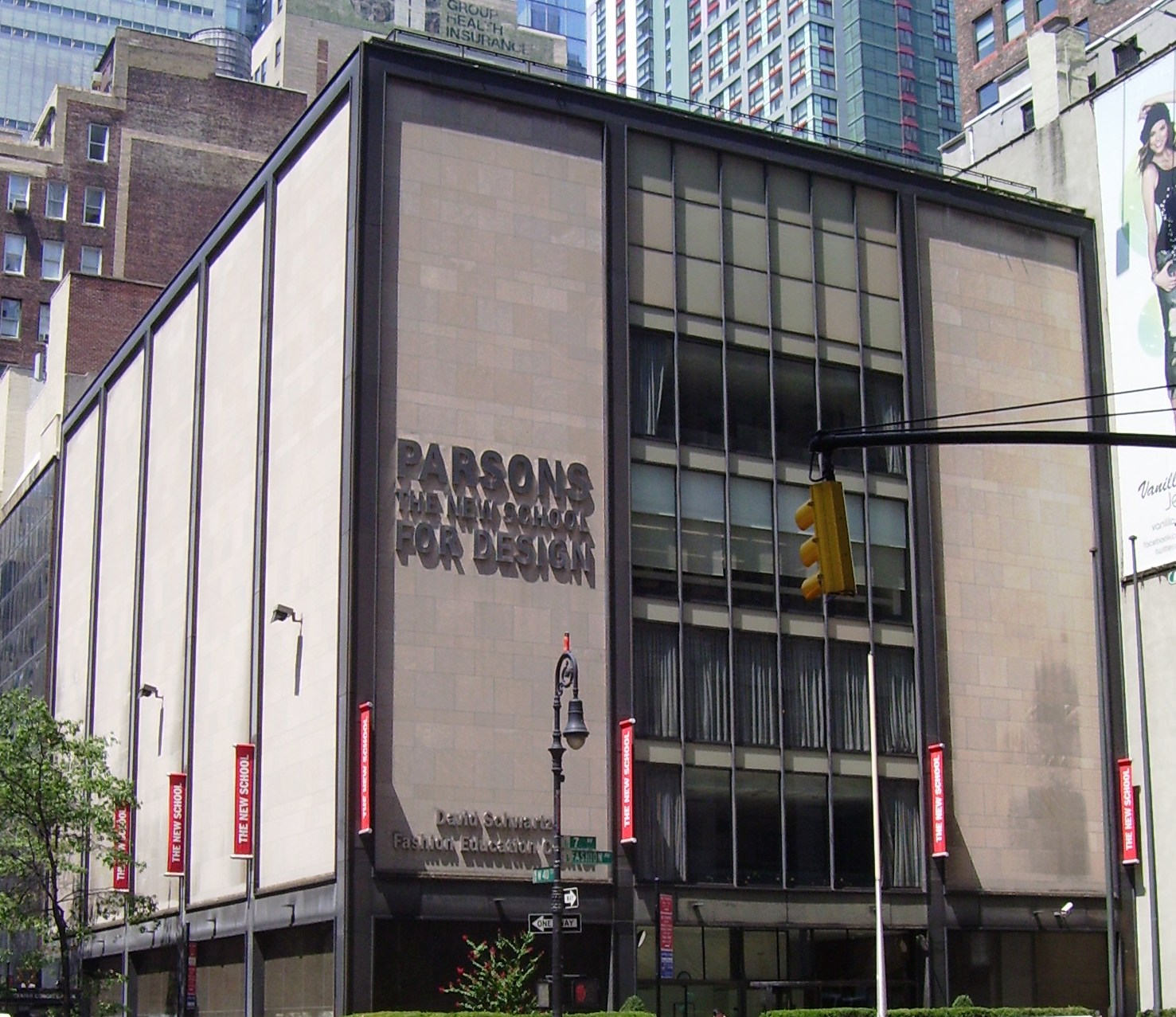
Parsons.

### Nombres anteriores
- Chase School (1896-1898)
- New York School Of Art (1898-1909)
- New York School Of Fine And Applied Art (1909-1936)
- Parsons School Of Design (1936-2005)

## Alumnos destacados
- Magdalena Atria
- Adolph Gottlieb
- Marc Jacobs
- Donna Karan
- Tom Ford
- Alexander Wang
- Steven Meisel
- Anna Sui
- Stephen Dwoskin
- Ai Weiwei
- Julie Umerle
- Barbara Kruger
- Jasper Johns
- Angela Gisela Brown
- Narciso Rodríguez
- Bella Hadid